# Kumaradhara
El Kumaradhara és un riu que neix a l'extrem nord-oest de Coorg, a Karnataka, a la muntanya Subrahmanya (o Pushpagiri del grup dels Ghats Occidentals) i després de discórrer cap a l'oest passant pel pas de Bisale, s'uneix al Netravati al districte de South Kanara al costat del poble d'Uppinangadi. Amb el nom de Netravati segueix fins a la mar desaiguant al costat de Mangalore. Prop de Subrahmanya s'hi troben granats.